# Nitriranje (metalurgija)
Nitriranje je toplinsko-kemijska obrada kod koje se čelik najprije toplinski obrađuje, a zatim površina obogaćuje dušikom. Nitrirati se mogu sve vrste čelika i željeznih slitina, ali je učinak najveći kod čelika i slitina koji sadrže legirne elemente, koji stvaraju temperaturno stabilne nitride: krom, molibden, vanadij, aluminij i neki drugi. Postoji velik broj vrsta čelika koji sadrže prva tri kemijska elementa, prvenstveno radi drugih razloga (prokaljivost, otpornost prema popuštanju i tako dalje), pa je zato nitriranje primjereno relativno velikom broju konstrukcijskih i alatnih čelika. Posebno su za nitriranje primjereni čelici legirani aluminijem.
Najviše se čelika nitrira u amonijaku pri temperaturama od 520 ºC do 560 °C. Zbog niske temperature, nitriranja traju relativno dugo (do 100 sati), a ipak se postižu male dubine nitriranja (do 0,3 mm). Mehanizam je otvrdnjavanja površine drugačiji od onoga pri cementiranju. Nitrirani se sloj otvrdnjavanja na osnovi disperzije nitrida (disperzijsko otvrdnjavanje), a drugi je mehanizam otvrdnjavanja zbog čvrste otopine dušika u željezu. To otvrdnuće je postojano do temperatura viših nego kod cementiranja. Zato su nitrirani čelici praktički uporabljivi do temperatura nitriranja (od 520 °C do 560 °C). Također apsolutna vrijednost otvrdnuća može biti bitno veća negoli kod cementiranja (900 do 1300 HV). Nitrirani se dijelovi obično završno poliraju ili završno bruse, jer je nitrirani površinski sloj relativno tanak.
Termokemijskim nitriranjem prevlaka se stvara brzinom od 0,01 mm/h, i to u komorama ispunjenima amonijakom, na temperaturi od 500 do 600 °C i u trajanju od 3 do 4 dana. Nitriraju se uglavnom legirani čelici koji sadrže manje od 0,2% ugljika, pri čemu primarna žilavost njihove jezgre ostaje sačuvana. Postupak nije prikladan za ugljične (nelegirane) čelike jer se otvrdnuti površinski sloj lako odvaja. Termokemijsko nitriranje može se provesti i u talini kalijeva i natrijeva cijanida, uz dodatak natrijeva klorida, u loncima obloženog titanijem (tzv. Postupak Tenifer). U talinu se dovodi zrak kako bi se postigla potrebna koncentracija cijanidnih iona. Tako se u trajanju od nekoliko sati mogu nitrirati i nelegirani čelici te druge željezne slitine, jer se stvoreni nitridni sloj ne odvaja od površine.
Nitriranje u plazmi je moderan i kraći (od 5 do 40 sati) elektrokemijski postupak u pećima ispunjenima dušikom pod niskim tlakom (2 do 10 Pa), na temperaturi 250 do 600 °C, gdje oplošje peći djeluje kao anoda, a predmeti koji se nitriraju kao katoda. Tako nitrirani rezni alati do 5 su puta otporniji na trošenje. Brzina je stvaranja prevlake 0,02 do 0,2 mm/h, a debljina je sloja obično 200 do 500 μm.

## Čelici za nitriranje
Nitriranje je jedan od najvažnijih postupaka površinske termokemijske obradbe koji je u komercijalnoj primjeni od 20-ih godina 20. stoljeća. Postupak nitriranja se temelji na difuziji dušika u površinski sloj obrađivanog predmeta. Nitriranje se provodi radi postizanja visoke površinske tvrdoće, poboljšanja otpornosti na trošenje i zamor, bolje korozijske otpornosti s neznatnim promjenama u dimenzijama i svojstvima obrađivanih predmeta.
Dobivena tvrdoća se temelji na promjeni kemijskog sastava površinskog sloja i prisutnosti nitrida, a ne na promjeni mikrostrukture naglim hlađenjem. Postupak se provodi tako da se pripremljeni predmeti (bez oksida, masti i drugih nečistoća) ulažu u peć i izlažu djelovanju sredstva za nitriranje na temperaturi ispod A1 točke, kako ne bi došlo do transformacije ferita u austenit.
U pravilu nitriraju se svi čelici, sivi lijev, čelični lijev (u temperaturnom području 500 - 590 °C) i titanijeve legure (750 - 900 °C). Plinsko nitriranje se ne preporuča za ugljične čelike jer se dobiva krhka površina s malim porastom tvrdoće u difuzijskoj zoni. Legirani čelici, zbog izlučivanja nitrida u difuzijskom sloju, pružaju veću otpornost na trošenje i omogućuju primjenu većih površinskih tlakova.
Postoji posebna grupa niskolegiranih čelika za nitriranje koji sadrže 1,0 - 2,5 % C (maseni udio), oko 1 % Al, oko 0,2 % Mo, a mogu sadržavati i druge legirajuće elemente (Ti, Nb, W, Mn) takozvane nitridotvorce, radi dobivanja još viših tvrdoća. Pored toga za nitriranje se koriste i niskolegirani čelici koji sadrže aluminij, srednjeugljični niskolegirani čelici s kromom, alatni čelici za rad u toplom stanju, niskougljični niskolegirani kromovi čelici, alatni čelici koji otvrdnjavaju na zraku, brzorezni čelici, feritni i martenzitni nehrđajući čelici serije AISI 400, austenitni nehrđajući čelici serije AISI 200 i 300, precipitacijski očvrsnuti čelici i tako dalje.
Poželjno toplinski obrađeno stanje proizvoda prije nitriranja može biti različito, ali se najčešće koristi poboljšavanje (kaljenje + popuštanje), kojim se postižu optimalna mehanička svojstva sa sitnozrnatom mikrostrukturom, što olakšava apsorpciju dušika. Nakon poboljšanja, a prije nitriranja, provodi se završna strojna obrada (radi uklanjanja razugljičenja površine), uz eventualno žarenje na 500 - 600 °C, radi uklanjanja naprezanja od obrade ili ravnanja. Kod poboljšavanja prije nitriranja temperatura popuštanja treba biti viša od temperature nitriranja, jer se na taj način zadržavaju mehanička svojstva jezgre obrađivanih predmeta. Ponekad se nitriranje provodi istodobno s popuštanjem.
Nitrirani površinski sloj u većini slučajeva poboljšava otpornost na koroziju, posebice u uvjetima kloridne, octene i fosfatne kiseline. Otpornost na koroziju nitriranih nehrđajućih čelika se smanjuje zbog vezanja kroma u kromov nitrid.
S obzirom na izvor dušika, postupak nitriranja se može provoditi u plinovitom sredstvu (amonijak), u solnim kupkama i u ioniziranom plinu. Zajedničko za sve postupke je da se nitriranje čeličnih proizvoda odvija ispod A1 temperature, kako ne bi došlo do strukturnih promjena u jezgri obrađivanog predmeta.
Općenito, čelici za nitriranje u amonijaku predstavljaju legirane čelike za poboljšavanje koji sadrže jedan ili više elemenata koji stvaraju nitride (npr. aluminij, molibden, krom, vanadij). Nitriranjem u struji amonijaka postiže se visoka tvrdoća površine i otpornost na trošenje. Porast tvrdoće površine nitriranog čelika postiže se stvaranjem vrlo tvrdih nitrida (AlN, MoN, CrN, VN). Pored povišenja otpornosti na trošenje nitrirani čelici imaju povišenu dinamičku izdržljivost i postojanost na koroziju.
Nitriranje čelika u amonijaku provodi se pri temperaturi 480 - 580 °C uz popuštanje kod nešto više temperature. Vrijednost postignute tvrdoće nitriranog sloja ovisi o legiranju čelika. Čelici legirani s aluminijem imaju tvrdoću 900 - 1100 HV, a čelici bez aluminija imaju tvrdoću 800 - 900 HV. Važno je napomenuti da se kod čelika nitriranih u struji amonijaka nastoji izbjeći pojava takozvane zone spojeva koja bi zbog nastalih nitrida bila izrazito krhka. Ako bi takva zona nastala zbog nepravilnog vođenja procesa nitriranja, potrebno ju je ukloniti brušenjem nitriranog proizvoda.

### Nitriranje u solnoj kupci
Nitriranje u amonijaku sve više gubi na važnosti, budući su razvijeni novi postupci (solna kupka, ionsko) koji su znatno ekonomičniji i brži, te se mogu primijeniti i na ostale čelike.
Postupak nitriranja u solnoj kupci se ponekad naziva i postupak cijanizacije, jer se odvija u smjesi cijanidno-cijanatnih soli, pri temperaturi 570 - 580 °C, u trajanju od 2 do 4 sata (osim kod brzoreznih čelika čija obrada traje 10 - 20 minuta). Odvijanje postupka se sastoji od taljenja krutih suhih soli, starenja solne kupke (zadržavanje na 565 - 595 °C najmanje 12 sati) i uranjanja predmeta predgrijanih na 400 - 450 °C u zagrijanu kupku. Produkti starenja kupke smanjuju sadržaj cijanida, a povećavaju sadržaj cijanata, te nastaje i mala količina karbonata (Na2CO3). Kada se starenjem postigne 5% NaCNO, kupka se može nesmetano koristiti. Minimalni sadržaj NaCN za obradu brzoreznog čelika je 15%, a za obradu alatnih čelika za rad u toplom stanju je 20%.
Nitriranje u solnoj kupci se koristi za obradu proizvoda iz ugljičnih i niskolegiranih čelika, brzoreznih čelika, alatnih čelika za rad u toplom stanju, nehrđajućih čelika i lijevanih željeza. Nitriranjem u solnoj kupci ne postižu se visoke tvrdoće kao u slučaju nitriranja u amonijaku, pa se ovaj postupak još naziva meko nitriranje.

### Plazma nitriranje
Plazma nitriranje ili ionitriranje je postupak površinske obradbe materijala u plinu koji se pod utjecajem topline razlaže na ione i elektrone. Vrijeme nitriranja kod ionskog nitriranja je kraće nego kod uobičajenih postupaka, a postižu se i više površinske tvrdoće. Maksimalne se tvrdoće postižu kod nižih temperatura, kao posljedica visoke koncentracije dušika u plazmi i veće brzine difuzije u površinskom sloju, zbog djelovanja ionskog bombardiranja. Legirajući elementi povećavaju tvrdoću nitrirane zone, ali smanjuju dubinu i daju veoma oštri prijelaz profila tvrdoće od površine prema jezgri.